# Scomberomorus brasiliensis
A Scomberomorus brasiliensis é uma espécie de peixe da família Scombridae.Chegam até 125  cm de comprimento e pesam até 6,71 kg. É encontrada no Atlântico ocidental, ao longo das costas caribenha e atlântica da América Central e do Sul, de Belize ao Rio Grande do Sul, Brasil. Os registros da literatura para S. maculatus (cavala do Atlântico espanhol) da área se aplicam a S. brasiliensis, que foi erroneamente considerado um sinônimo de S. maculatus por muitos autores. Alimenta-se de pequenos peixes, lulas / sépias, camarões e isópodes .